# Siria bizantina

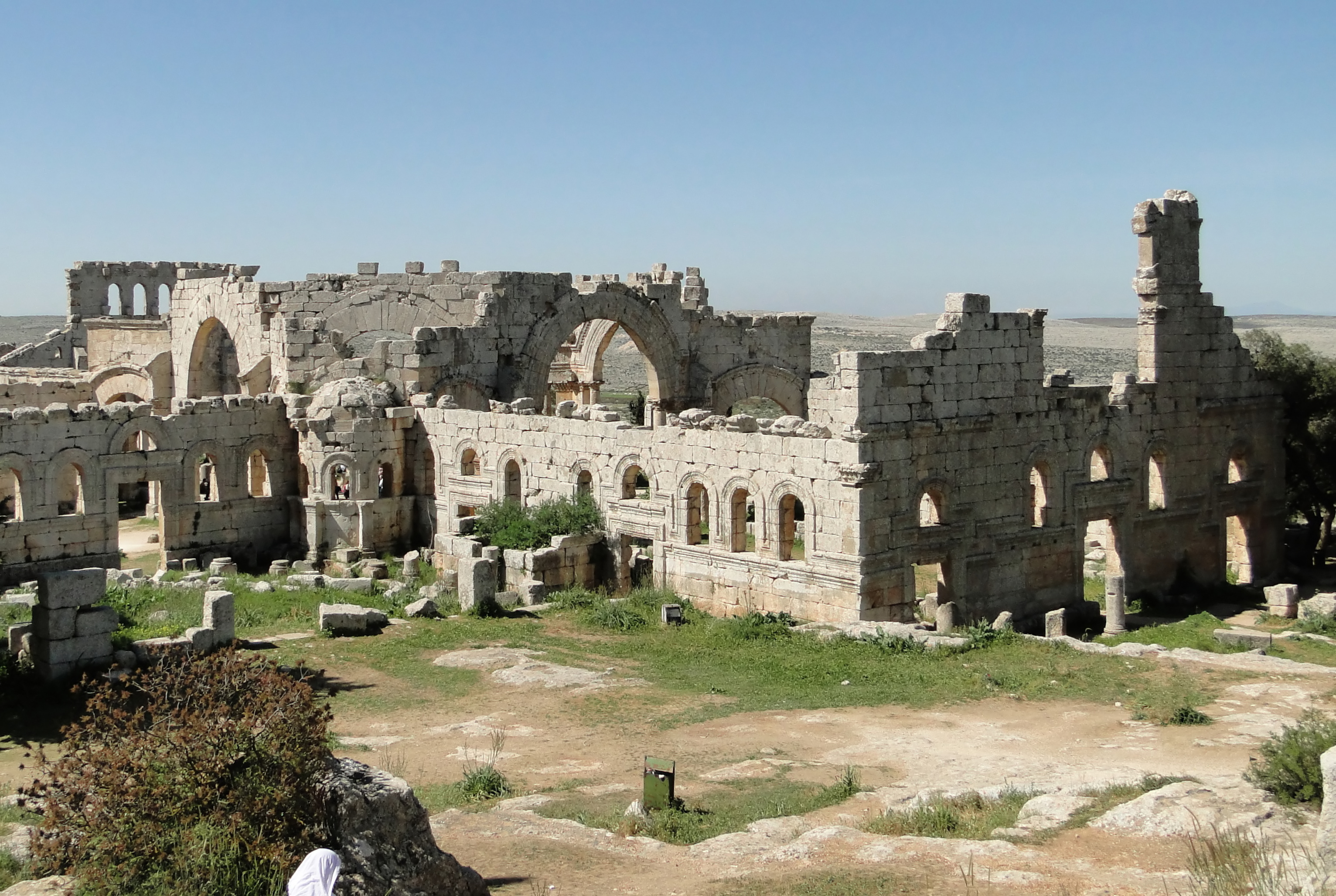
Qal'at Sim'an è uno dei monasteri più antichi sopravvissuti fino ad oggi.

La Siria bizantina è un periodo della storia della Siria durante il quale faceva parte dell'Impero bizantino. Passando più volte dagli arabi ai bizantini, andò definitivamente perduta nel XII secolo durante la conquista da parte dei turchi selgiuchidi.

## Storia
Presumibilmente nel 415 furono create le province di Siria I, Siria II, Fenicia I, Fenicia II, Palestina I e Palestina II. Nel 528, per decisione dell'imperatore Giustiniano I, fu creata la provincia di Teodoriade. La Celesiria era una regione abbastanza significativa per gli imperatori bizantini. Tuttavia, già nel 609, la regione fu occupata dai Sasanidi. Solo nel 628, secondo i termini del trattato di pace con lo shahanshah Kavad II, la Celesiria divenne nuovamente parte dell'Impero bizantino. Già nel 634, a seguito della conquista islamica della Siria, le truppe subirono una schiacciante sconfitta nella battaglia dello Yarmuk.
Nel 963, sotto Niceforo II Foca, Antiochia e un certo numero di terre adiacenti tornarono a far parte dell'Impero bizantino. Negli anni 970, a seguito dell'invasione di Celesiria da parte degli arabi, la regione passò per la maggior parte al Califfato fatimide.
All'inizio dell'XI secolo, durante il regno di Basilio II Bulgaroctono, le truppe bizantine sconfissero gli arabi e conquistarono completamente la Siria. Tuttavia, a seguito di una serie di rivolte, il potere dell'imperatore fu rovesciato. Nel 1045, solo Antiochia era nelle mani dei bizantini, che caddero sotto la pressione dei turchi nel 1084.

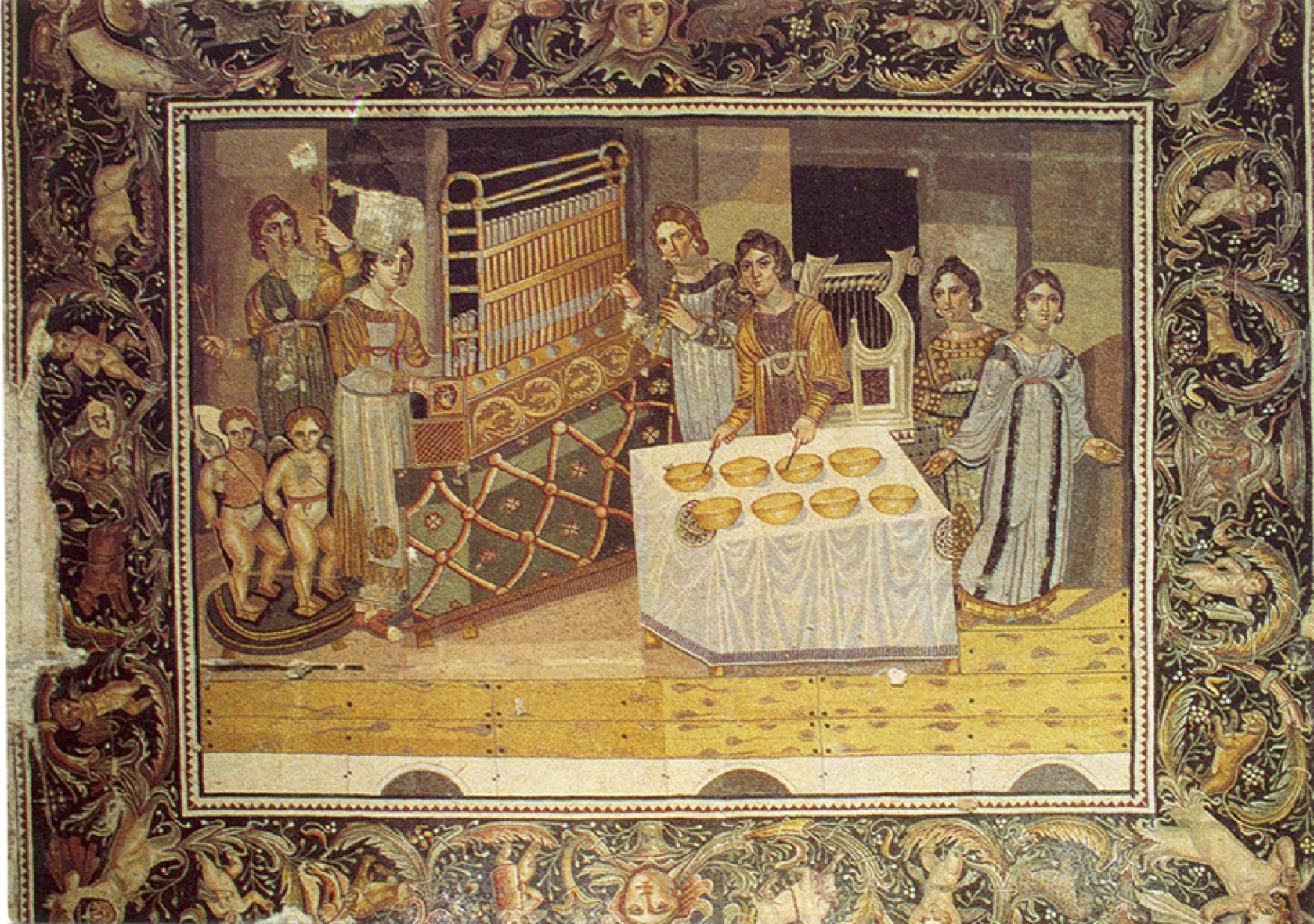
Mosaico della seconda metà del IV secolo (Museo della città di Hama)
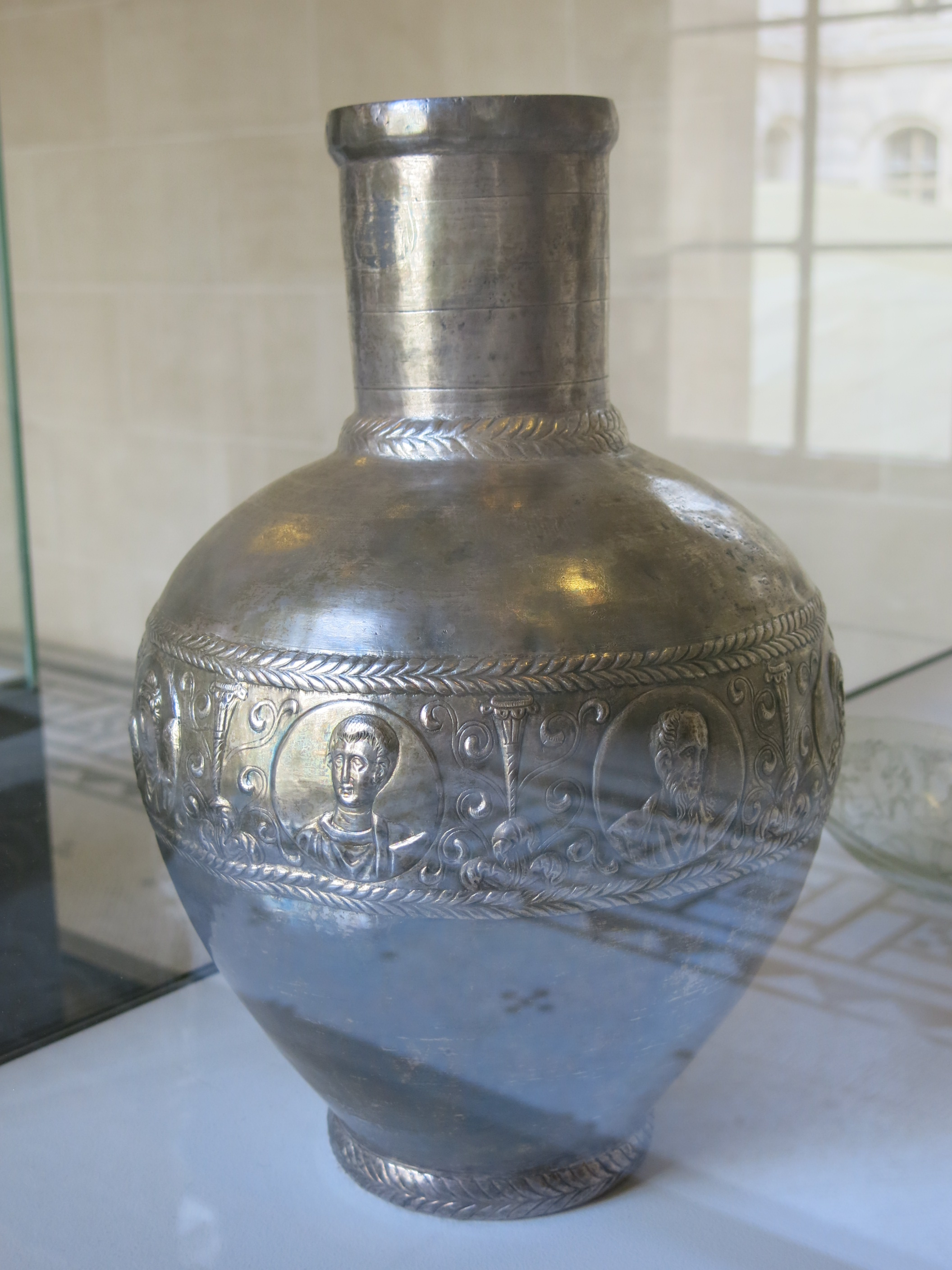
Vaso di Emesa del circa 600 (Louvre)